# Аугусто Фернандез
Аугусто Фернандез (амерички шпански:  (Пергамино, 10. април 1986) је аргентински професионални фудбалер који игра за кинески клуб Пекинг Рене и репрезентацију Аргентине као централни везни играч.

## Фудбалска каријера

### Ривер Плејт
Фудбалску каријеру је почео у Ривер Плејту дебитовао 29. јануара 2006. Први гол постигао је 8. априла 2007 када га је посебно запазио Дијего Симеоне.

### Сент Етјен
28. август 2009 Аргентинац Гонсало Бергесио је довео Аугуста у Француски клуб Сент Етјен.
Фернандез је у Лиги 1 дебитовао 13. септембра 2009 када је његов тим изгубио 0-1 од Рена.
Први гол је постигао већ недељу дана касније при победи против Бордоа 3-1.

### Вележ Сарсфиелд
Дана 9. јула 2010 Фернандез је потписао 3-годишњи уговор у Аргентинској Примера Дивизији тј. у клубу Вележ Сарсфилд.
Фернандез је одиграо 17 утакмице и постигао 4 гола у освајању Клаузуле 2011.

### Селта
Дана 8. августа 2012 Фернандез је прешао у Шпанску Ла Лигу у редове Селте из Вига.
Свој деби је имао већ десет дана касније у утакмици против Малаге где су поражени резултатом 0-1.
Фернандез је свој први гол постигао 22. септембра 2012 против Хетафеа на домаћем Балаидосу. Сезону је завршио са 36 мечева и 6 голова. Фернандез је 3. октобра 2014 је на позицији капитена заменио Борху Оубину.

### Атлетико Мадрид
Дана 1. јануара 2016 Аугусто Фернандез је постао нови фудбалер Атлетико Мадрида. Потписао је трогодишњи уговор са Атлетиком. Дебитовао је против свог бившег клуба Селте из Вига.
Атлетико је тада победио 2-0 а Аугусто је ушао у 54. минуту уместо Јаника Фереире Караска и уз звиждуке навијача Селте.
Аугуста су повреде спречиле да одигра више утакмица за Атлетико Мадрид. Прво се повредио против Барселоне већ после месец дана у Атлетику док друга повреда је била у првој утакмици по повратку у шестом колу наредне сезоне против Депортива.

### Пекинг Рене
Аугусто је у фебруару 2018. прешао у кинески Пекинг Рене за 4500000 евра.

## Репрезентативна каријера
Фернандез је свој дебитантски наступ забележио је 15. септембра 2011 у ремију са Бразилом 0-0.
Свој једини гол постигао је против Гватемале у победи од 4-0.

## Највећи успеси

### Ривер Плејт
- Првенство Аргентине (1) : 2008. (Клаусура)

### Велез Сарсфилд
- Првенство Аргентине (1) : 2011. (Клаусура)

### Атлетико Мадрид
- Лига шампиона : финале 2015/16.

### Репрезентација Аргентине
- Светско првенство : финале 2014.
- Амерички куп : финале 2016.